# Weiwang M50F
Weiwang M50F — минивэн, выпускавшийся с 2016 по 2018 год суббрендом Weiwang компании BAIC.

## Описание

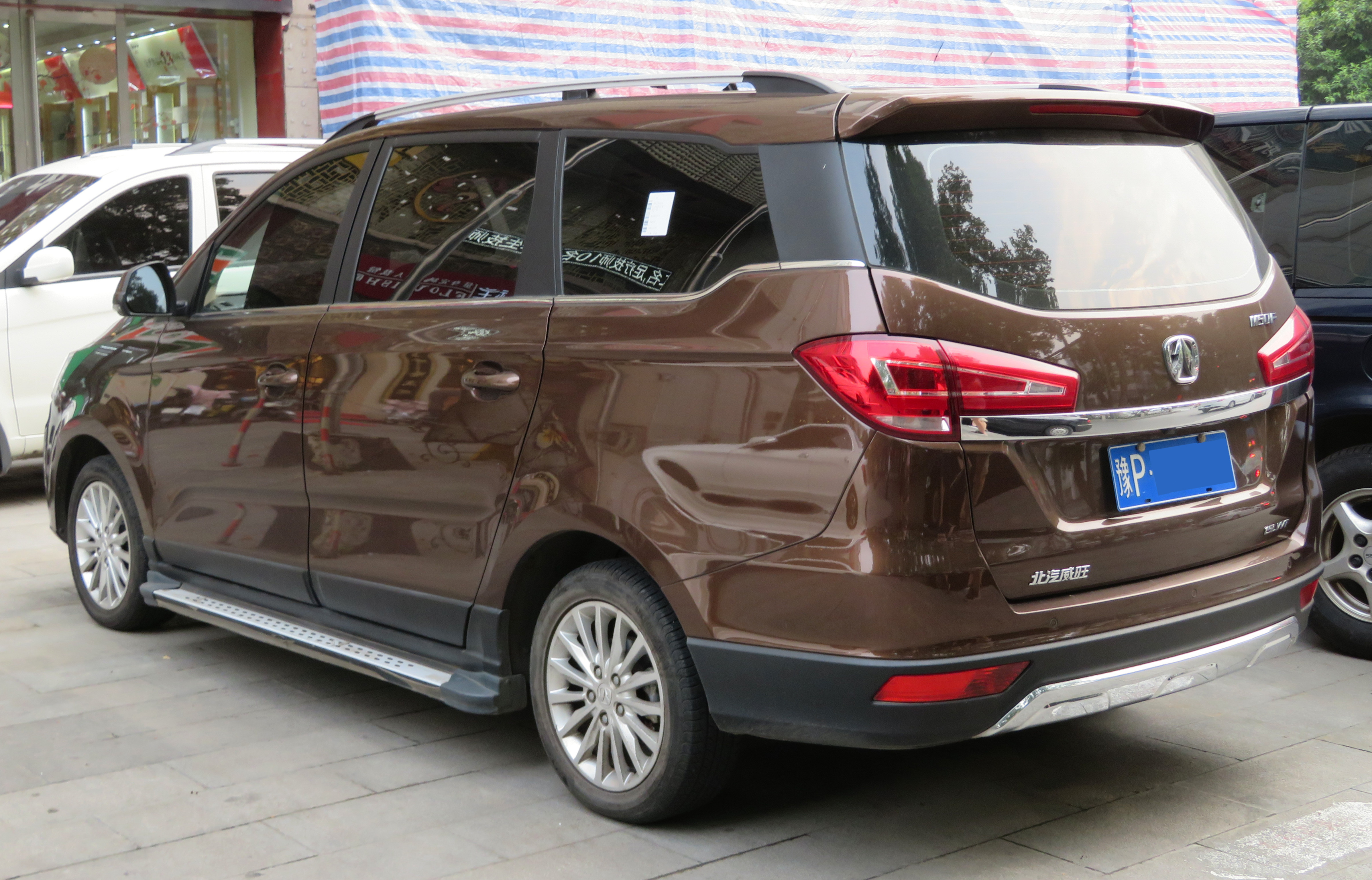
Вид сзади

Beijing Auto Weiwang M50F был представлен в ноябре 2016 года в 7-местной конфигурации 2/2/3. Автомобиль оснащался 1,3-литровым турбодвигателем в сочетании с бесступенчатой трансмиссией или же 1,5-литровым двигателем в сочетании с пятиступенчатой механической трансмиссией. Weiwang M50F основан на той же платформе, что и Huansu H3.

## Weiwang M60
Weiwang M60 — модернизированный вариант Weiwang M50F с пластиковыми накладками вокруг колёсных арок, видоизменёнными бамперами и радиаторной решёткой в стиле Lexus. Также автомобиль выпускался компанией Changhe под названием Changhe Freedom M60. Weiwang M60 оснащался 1,5-литровым атмосферным двигателем мощностью 116 л. с. или же 1,5-литровым турбированным двигателем мощностью 150 л. с. 

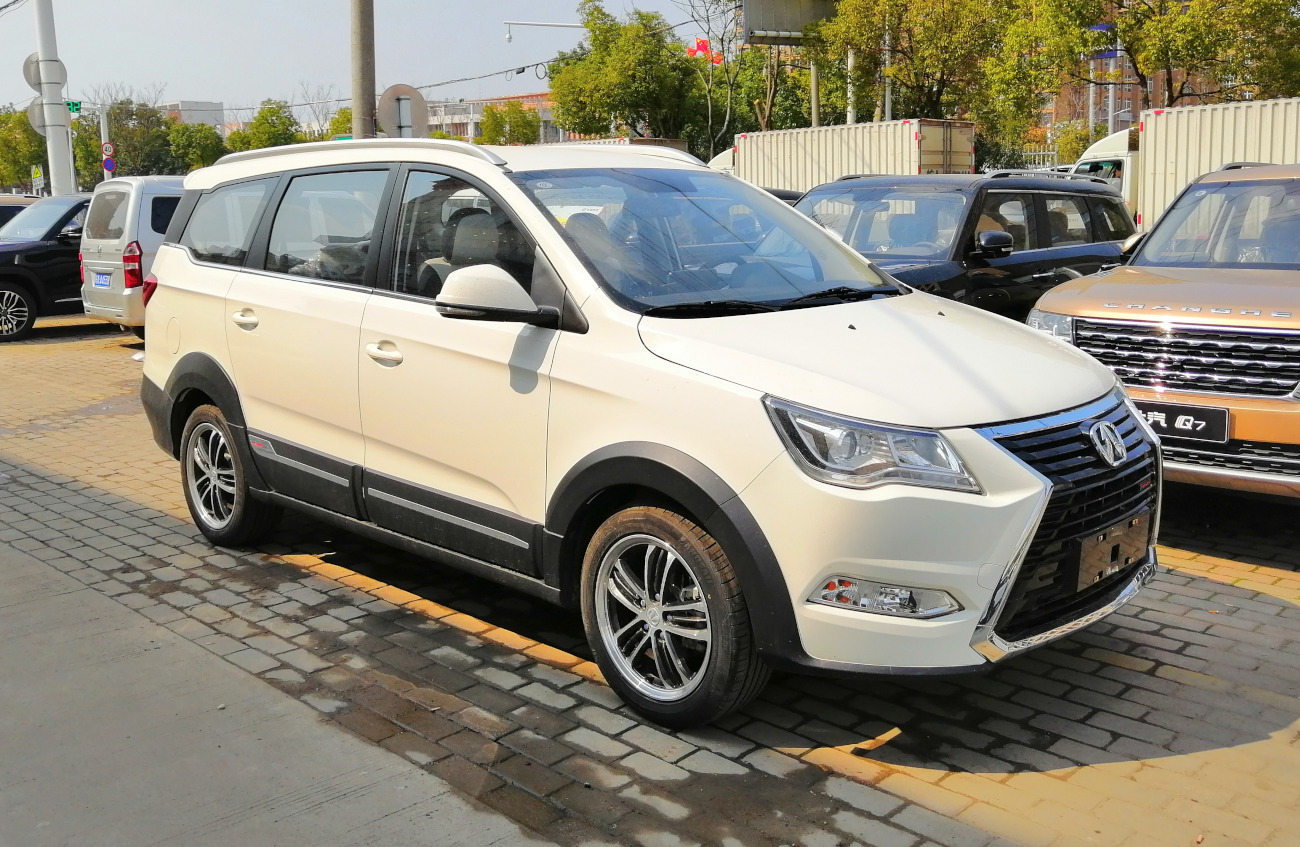
Вид спереди
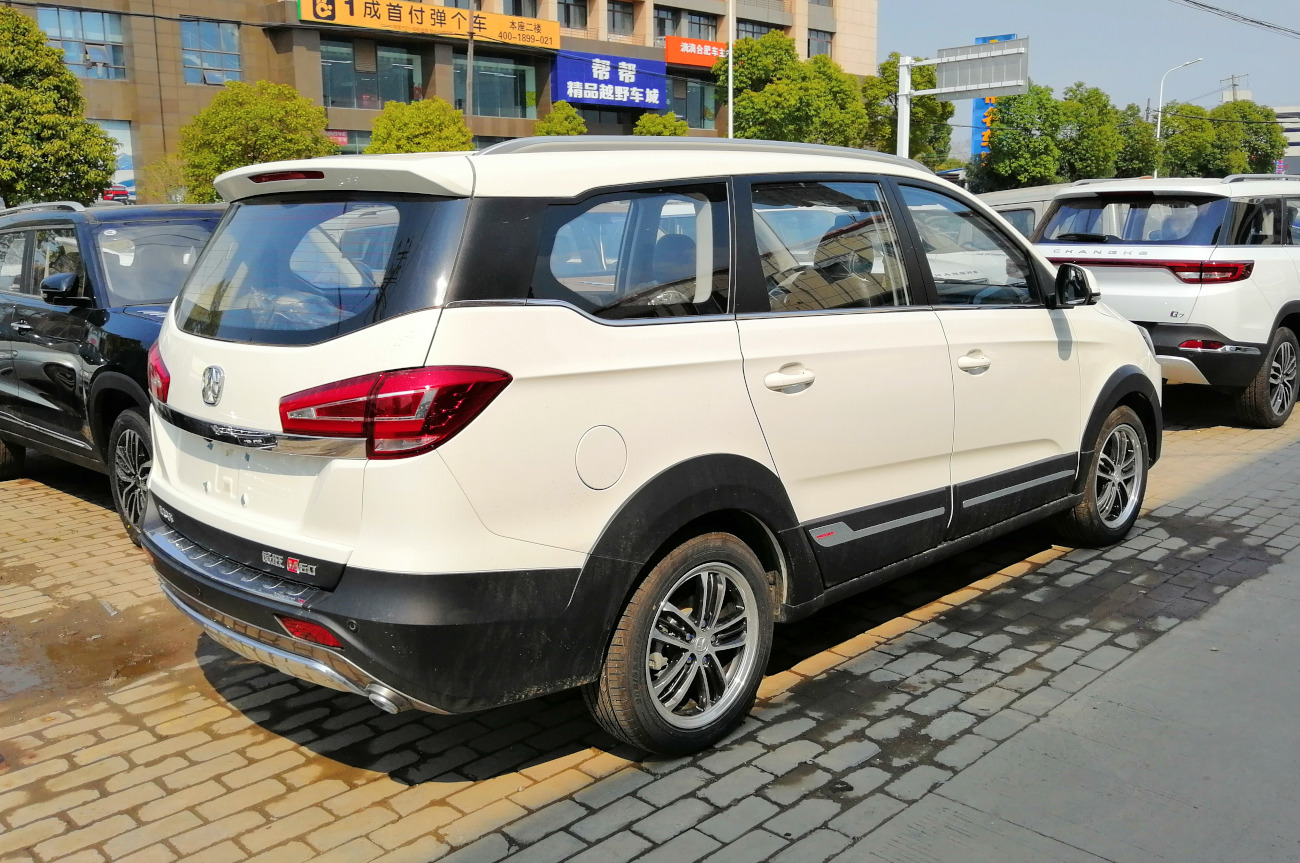
Вид сзади

### За пределами Китая
Weiwang M60 также выпускался нигерской компанией Innoson Vehicle Manufacturing под названием Innoson Ikenga/IVM M20.